# Leisnitz (Freital)
Leisnitz ist eine Siedlung im Stadtteil Potschappel der sächsischen Großen Kreisstadt Freital im Landkreis Sächsische Schweiz-Osterzgebirge.

## Geographie
Leisnitz befindet sich im Nordosten des Freitaler Stadtgebietes. Im Osten grenzt Birkigt und im Süden Burgk an. Nördlich und westlich benachbart liegt Potschappel.

## Geschichte
Das Dorf Leisnitz wurde 1520 urkundlich erwähnt. Im Jahr 1551 übte das Rittergut Pesterwitz die Grundherrschaft aus. Die Verwaltungszugehörigkeit lag 1816 beim Amt Dresden, 1875 gehörte der Ort zur Amtshauptmannschaft Dresden. Leisnitz gab 1838 seine Selbstständigkeit auf und wurde Ortsteil Potschappels. Als sich 1921 Potschappel mit Döhlen und Deuben zur Stadt Freital zusammenschloss, wurde Leisnitz kein eigener Stadtteil der neuen Stadt, sondern blieb Potschappel zugeordnet und existiert noch als Name der Straße „Leisnitz“. Im Jahr 1931 errichteten einheimische Bauunternehmen mehrere eingeschossige Einfamilienhäuser auf Leisnitzer Flur (damaliger Kirschberg), um die Wohnungsnot im Tal zu bekämpfen. In den Jahren bis 1935 entstanden weitere Wohngebäude, die die heutige Leisnitz-Siedlung bilden.

### Entwicklung der Einwohnerzahl
| Jahr | Einwohner                        |
| ---- | -------------------------------- |
| 1551 | 3 Gärtner, 2 Häusler, 1 Inwohner |
| 1805 | 75                               |
| 1875 | 157                              |